# Sainte-Marie-des-Fleurs
Sainte-Marie-des-Fleurs est un roman français de René Boylesve, paru en 1897.
Partiellement autobiographique, ce roman raconte l'amour impossible d'un jeune homme et d'une jeune femme que séparent la condition sociale comme la conception de la relation amoureuse.

## Résumé
André voyage dans l'Italie du Nord lorsqu'il croise Marie, qui visite les monuments de Venise. Il tombe instantanément amoureux d'elle. Lui-même n'est pas indifférent à Marie, mais la jeune fille a déjà conclu des fiançailles arrangées par sa famille. Il la surnomme Sainte-Marie-des-Fleurs, nom de la cathédrale de Florence.
C'est de retour à Paris que les deux jeunes gens se revoient et finissent, après de longs atermoiements de la part d'André, à s'avouer leur amour. Mais, si Marie aime sincèrement André, lui est plus sensible à la relation qu'il a nouée avec Marie et aux rêves qu'elle suscite en lui qu'il n'est attaché à la femme elle-même. Il la demande pourtant en mariage, ce qui lui est refusé.
Marie en tombe malade et retourne en convalescence en Italie. Là, André la rejoint mais Marie, qui a compris la nature réelle des sentiments qu'elle inspire à André, lui demande de l'aimer « elle, rien qu'elle, pour elle ». C'est la survenue du père, accompagné d'Arrigand, le fiancé de Marie, pour rappeler la jeune femme à ses obligations, qui dénoue l'intrigue. En duel, André est grièvement blessé par Arrigand alors que Marie rate son suicide.
André revoit une dernière fois Marie à Paris, lors d'une soirée où elle accompagne Arrigand qu'elle a épousé. André et Marie parviennent à s'isoler dans un petit salon où ils prennent la décision de ne plus chercher à se revoir, malgré l'amitié apaisée qu'elle a encore pour lui et l'amour torturé qu'il éprouve toujours pour elle.

## Personnages principaux
- André, narrateur ;
- Marie Vitellier ;
- Arrigand, fiancé puis époux de Marie.

## Analyse de l'œuvre
Comme bien souvent chez Boylesve, le roman est partiellement autobiographique. René Boylesve prête au personnage d'André des sentiments qu'il a lui-même éprouvés en 1891-1893 (le livre est rédigé en 1894-1895) après sa rencontre à  Grandville avec une jeune fille de la haute société parisienne, prénommé Marie, et dont il a gardé le prénom et le surnom qui donne son titre au roman. René savait que tout projet avec Marie, promise à un mariage avec un homme plus âgé mais « de son rang », était impossible. Boylesve idéalise donc son amour pour Marie en « refoulant le désir physique », et c'est pourquoi René Boylesve avait, semble-t-il, envisagé d'intituler son roman Les Amants blancs. Selon François Trémouilloux, l'amour, pour Boylesve, « [...] ne sera jamais passion, ce n'est qu'esthétisme ».
L'identité de Marie semble assez difficile à établir avec précision. André Bourgeois (1958) la cite sous le nom de Marie B*** ; Marc Piguet (2007) lui donne le patronyme de Trouilloud mais François Trémouilloux, trois ans plus tard, ne parle que de Marie T***. Il est pourtant certain que Marie T*** aura été l'une des rares passions sincères de Boylesve, passion partagée puisqu'elle assiste très certainement, sans se faire connaître, aux obsèques de René Boylesve.

## Éditions
- Sainte-Marie-des-Fleurs, Paris, Paul Ollendorff, 1897, 313 p. (édition originale)

## Pour en savoir plus